# Bow City (hameau)
Pour les articles homonymes, voir Bow City.
Bow City est un hameau (hamlet) du Comté de Newell, situé dans la province canadienne d'Alberta.